# Figuigue

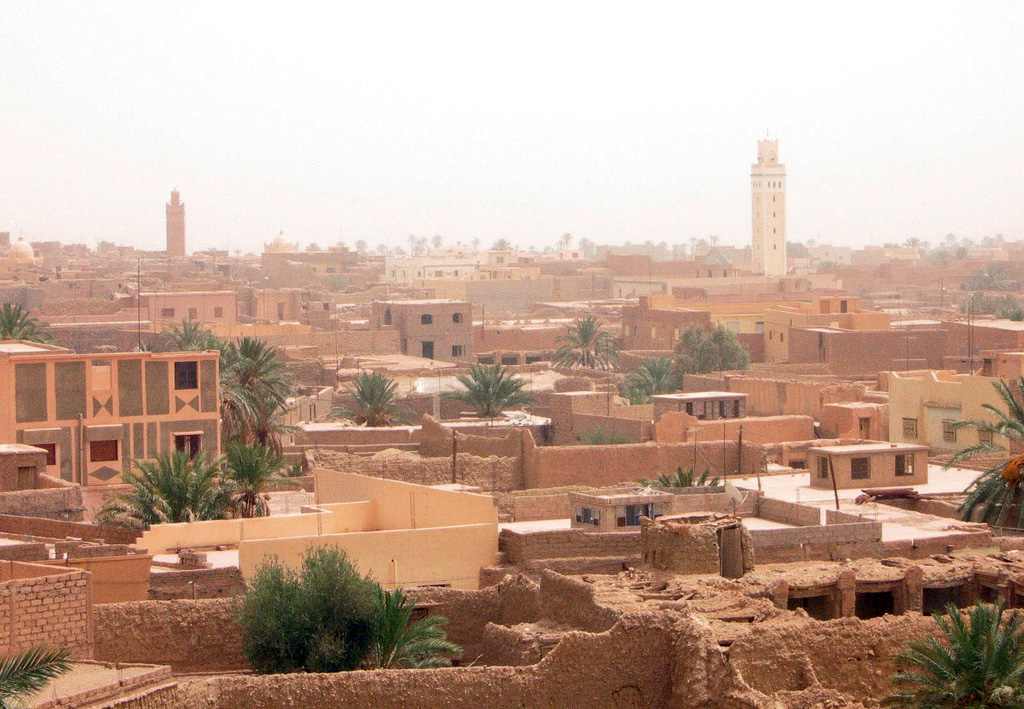
Vista de Figuigue

Figuigue (em francês: Figuig; em berbere: Ifiyey ou Ufiyyey; em árabe: فجيج ou فكيك) é uma cidade da extremidade oriental de Marrocos, na junção entre os alto planaltos e o norte do deserto do Saara, junto à fronteira com a Argélia, situada num oásis de tamareiras, chamado Tazdaite em língua berbere, rodeado por terrenos desérticos e montanhosos e escarpados, que formam uma espécie de coroa de flores em torno da zona urbana. É capital da província homónima, que faz parte da região Oriental. A comuna (município) tem 200 km de área e segundo o censo de 2004, tinha 12 516 habitantes e estimava-se que em 2010 tivesse 13 524.
Figuigue encontra-se a mais de 360 km a sul de Oujda e a 7 quilómetros da cidade argelina de Beni Ounif. Está rodeada em três lados pela Argélia, mas a fronteira encontra-se (2011) encerrada. As tâmaras constituíram a base da economia dos primeiros habitantes do lugar, cujo clima é do tipio semi-árido mediterrânico, apresentando o interior do oásis um microclima que contrasta fortemente com as imediações.
No passado, existiu em Figuigue uma espécie de universidade, impulsionada por Abdeljabbar el Figuigui e pelo seu filho Mohammed Ben Abdeljabbar el Figuigui, que ali viveram no século XV e ali ensinaram álgebra e teologia islâmica. O irmão de Mohammed, Ibrahim Ben Abdeljebbar El Figuigui, é conhecido por ter escrito aquilo que alguns consideram o primeiro estudo de cinegética moderna, o Rawdat Al soulwan ("Jardim de consolação").

## Etimologia
Segundo muitos historiadores, o nome de Figuigue provém da palavra árabe fejj (garganta), mas é contestada pela maioria dos estudiosos das línguas berberes. Para os autóctones, o nome da localidade é Ifiyyey e não Fijij, Figuigue ou Fikik e os defensores da origem completamente berbere do topónimo apontam várias inconsistências na hipótese do termo berbere ter evoluído do árabe. Para estes, o termo Ifiyyey deriva do verbo berbere afey (correr). As duas partes da cidade designam-se ajenna n Ifiyyey ("acima de Ifiyyey") e  attay n Ifiyyey ("abaixo de Ifiyyey"), o que faz pensar que Ifiyyey designa a falésia que separa as duas partes. 

## Organização urbana
A comuna é composta por sete comunidades ou tribos diferentes (ighermawen em amazigue), cada uma delas ocupando o seu alcácer:
- Zenaga (ou Iznayen, Iznaguen, Isen'hajen), habitada pela etnia sanhaja (ou Zenaga);
- Loudaghir (ou At-Addi, onde Addi é um nome próprio);
- Laâbidate (ou At-anaj ou At Ennej), que ocupam a parte superior;
- Oulad Slimane (ou At-Sliman ou At Slimane, onde Slimane é um nome próprio)
- Hamam Tahtani (ou At Wadday), que vivem na parte inferior ;
- Hamam Foukani (At-Amar ou At Amer, outro nome próprio);
- El Maïz (ou At-Lamiz ou At Lemaïz, que provavelmente é o nome de uma montanha próxima).

Cada alcácer, agram ou aghrem (plural: igramawan o nome berbere para o território de uma comunidade, que também é usado pelos berberes para se designarem a eles próprios), é usualmente composto por um grupo fortificado de casas. Muitos agrams têm elementos defensivos como torres de vigia e pesadas portas nas entradas principaos, as quais são fechadas à noite, e um traçado labiríntico, chamado abrid, que dificulta muito a orientação dos intrusos indesejados. As casas, ou tidriwin são expandidas construindo divisões sobre as ruelas, chamando-se a essas extensões askif.
As casas são construídas principalmente em terra, embora se usem troncos (tizidin) e folhas de palmeira (tizidin) e ramos (tikachba ou taratta) para construir os telhados. A chegada da eletricidade, canalização e cimento não alterou a essência da construção dos agrams, embora as novas casas sejam cada vez mais construídas em zonas designadas na parte exterior junto aos núcleos históricos.

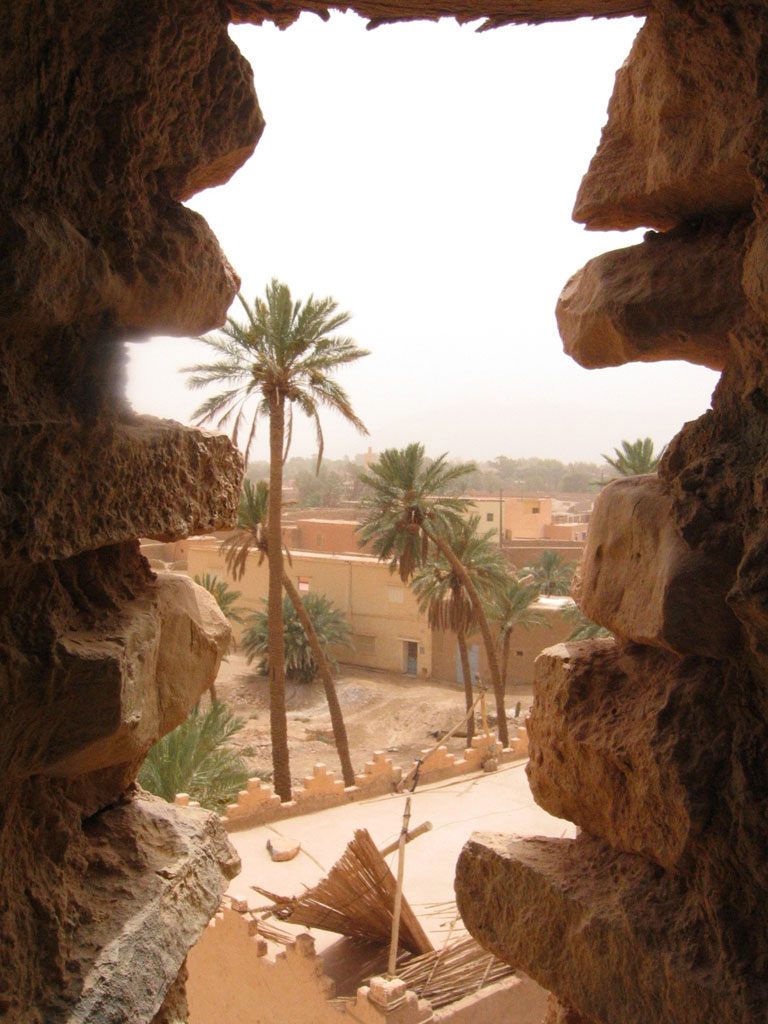

Originalmente, as comunidades eram completamente autónomas umas das outras, cada uma no seu alcácer (ksar; plural: ksour). Os alcáceres estavam dispersos ao longo do uádi (oued) Zouzfana. Cada alcácer tinha as suas próprias leis e costumes. Depois, na época da grande invasão das tribos árabes perseguidas pelos fatímidas do Egito (séculos X-XII), todos os antigos ksour foram agrupados no local atual para melhor se defenderem e preservarem a sua cultura e autonomia política.
Além disso, existe também a zauia de Cide Xeique, conhecido localmente como Aite Uajdal ou de Cide Abdalcáder Maomé, local sagrado da tribo de marabutos (santos muçulmanos) de origem árabe que durante vários séculos detiveram grande poder espiritual nas terras a sul de Orão, principalmente entre as tribos Laamours do ocidente (Gherarba), nomeadamente os Ch'aamba, e entre os berberes dos oásis. O membro mais conhecido dessa tribo de marabutos, o xeque Bouhamama (1833 ou 1840 — 1908), era nativo de Figuigue. Bouhamama (ou Bu Hamama ou Bu'amama) combateu os franceses na segunda metade do século XIX. A tribo tinha membros em todos os ksour e também em alguns lugares santos que por vezes se situam fora das algomerações urbanas.
No passado existiram mais duas comunidades:
- O alcácer de Aït Meh'rez ou Ouled Meh'rez, do qual ainda existem ruínas junto à área administrativa moderna, no lugar chamado 'Tasqaqt n ouydi' ("ruela do cão"), no extremo norte do que é atualmente o colégio Sidi Abdeljebbar.
- O alcácer de Aït Jaber ou Ouled Jaber, cujas ruínas são visíveis junto ao lugar chamado Ajdir ("montículo"), a zona de partilha das águas de Tzadert ("ameaçador de alimento"), a fonte que era a principal causa de conflitos no início da Idade Moderna.

Estes ksour eram habitados sobretudo por imigrantes meh'erzis que fugiram às guerras de sucessão dos sultões alauitas. Os meh'erzis opuseram-se a Mulei Arraxide (r. 1666–1672) e foram perseguidos por este e procuraram refúgio em Figuigue porque tinham um pacto de amane (um pacto de acolhimento e defesa mútua muito comum nas sociedades muçulmanas da época) com o alcácer Zenaga. O sucessor de Mulei Arraxide, Mulei Ismail (r. 1672–1727) aliou-se com os Ulede Jaber para refrear a resistência dos Ouled Meh'rez no sudeste marroquino. O alcácer Meh'rez de Figuigue acabou por ser destruído com a ajuda do alcácer Ludaguir. Por sua vez, o alcácer Jaber foi destruído pelos Zenaga. Os descendentes das populações dos ksour desaparecidos repartem-se atualmente, por ordem de importância, pelos alcáceres dos Zenaga Ludaguires, Laabidate e Aite Lamaiz.

## Cultura
Os agrams dispõe-se geralmente à volta de uma praça central que no passado era usada como local de reunião, encontro e comércio, onde os nómadas árabes exibiam as suas mercadorias, como manteiga cozida (udi), leite seco (ibrassa) e lã de ovelha (douft). Devido à falta de procura, para a que contribui a influência dos gostos ocidentais, os mercados das praças perderam muita da sua importância e a variedade dos produtos também diminuiu significativamente.
A educação tradicional akharbish, usualmente ministrada perto de uma mesquita, foi substituída por escolas ao estilo francês desde o período colonial. Esta tendência e o facto da educação ocidental francófona ser considerada vantajosa tem como resultado um declínio no conhecimento da língua berbere. A língua tradicional é o ramo tamazight do berbere, o qual é falado, mas não escrito em Figuigue. O gentílico berbere dos habitantes de Figuigue em berbere é At-Ufiyyey.

## Demografia

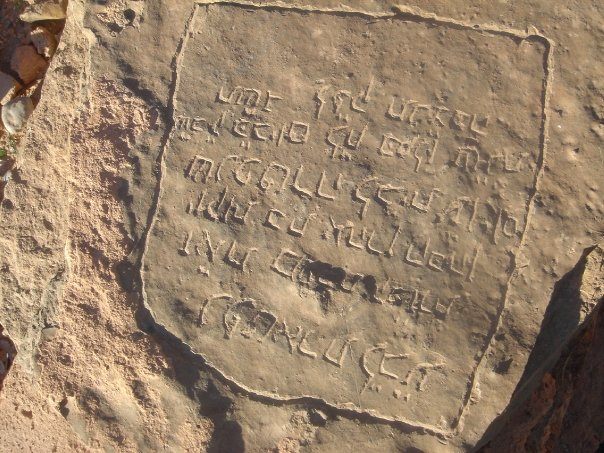
Pedra tumular numa sepultura de um dos cemitérios judeus de Figuigue

A população é constituída maioritariamente por berberes, principalmente das tribos Zenaga (ou Sanhaja, berberes do sul) e Zenetas (ou Zenata, berberes do norte), além de famílias xarifianas (ou chorfa ou chourafa, descendentes de Maomé) originárias, segundo alguns, do Golfo Pérsico, ou da Andaluzia e das tribos árabes nómadas Beni Hilal e Beni Selim segundo outros. Todos os árabes de Figuigue foram "berberizados".
À parte de algumas famílias cuja presença em Figuigue é mais recente, sobretudo as das tribos Laamures, e de alguns funcionários forasteiros a trabalhar na região, todos os habitantes falam berbere, incluindo as famílias chorfa de origem árabe. Há muitos berberes negros, descendentes das tropas de Iacube Almançor (século XII), do exército Albucari do sultão alauita Mulei Ismail e de escravos.
Os judeus, outrora também presentes em Figuigue, abandonaram a cidade rumo a França, às grandes cidades marroquinas ou Israel pouco antes da independência de Marrocos. Existem dois antigos cemitérios judeus na cidade, atualmente abandonados, o de Zenaga, melhor conservado, e o de Ouled Sliman.
Tradicionalmente, os chourafa ou xarifianos ocupavam-se das tarefas administrativas, jurídicas e religiosas, ocupando-se os berberes na agricultura e no comércio das caravanas. As minorias judias e negras viviam sobretudo do artesanato.

## Agricultura

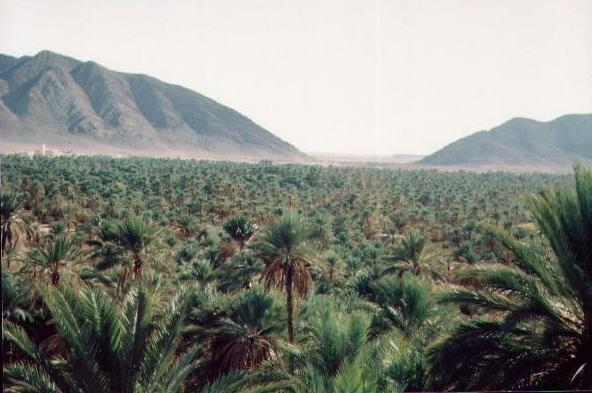
Palmeiral em Figuigue

A cidade encontra-se junto a um oásis ocupado por um palmeiral de tamareiras e as tâmaras (tiyni) são, de longe, o principal recurso agrícola da região, que tem centenas de milhares de tamareiras. No entanto, nas décadas de 1960 e 1970, os palmeirais da região foram severamente afetados pela doença de Bayoud (um tipo de fusariose).
Outro produto agrícola com alguma importância é o trigo (tasharza), cuja cultura contribuiu para a riqueza da cidade assegurando-lhe um fornecimento estável de cereal. Para aumentar a quantidde de terra arável, muitos agricultores privados construíram socalcos com muros de pedras nas encostas do Monte Jorf, uma monte de sal nas proximidades.
O Monte Jorf tem cerca de um quilómetro de comprimento por 50 metros de altura e abriga muitos ninhos de pombos e abelhas, além de escorpiões e cobras. Está dividido entre vários proprietários. Divide a zona urbana de Figuigue em duas, as quais estão ligadas por passagens que atravessam o monte. A fonte que abastece de água a cidade encontra-se na extremidade norte do Monte Jorfe, junto à passagem que serve de entrada a Figuigue, onde geralmente se pode encontrar água à profundidade de 10 metros. A água é conduzida por canais subterrâneos (lakbawat) para cisternas (sharij) de pedra e cal ou de cimento, das quais os agricultores retiram a água que necessitam. Por vezes, as cisternas são usadas para nadar pelas crianças locais.

## História

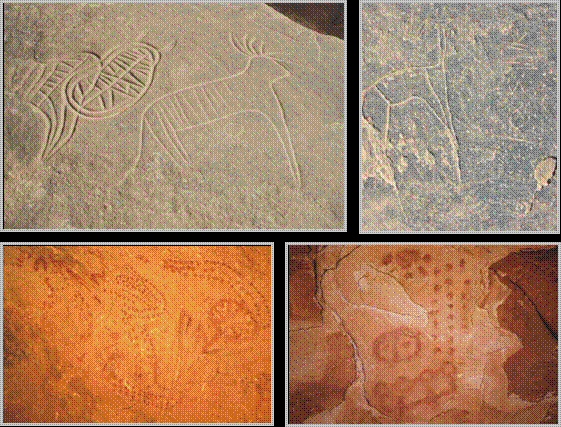
Gravuras rupestres em Figuigue

A ocupação humana na região desde a Antiguidade é atestada por diversos sítios com gravuras rupestres ao longo do curso do uádi Zouzfana. Segundo a lenda, o nome Zouzfana provém de uma princesa ou nobre do período romano de nome Josefina, mas é mais provável que tenha origem no nome Sidi Youssef, ou Joseph na versão romana, ligado com sufixo ine (ou in em masculino), denotando pertença, a não ser que, ao contrário da tradição, não seja uma mulher que está enterrada no lugar dito Tamezzought. Não há qualquer estudo sobre o assunto, mas é sabido que no Magrebe há muitos lugares sagrados pré-islâmicos que foram sacralisados como marabutos.
As gravuras rupestres mostram animais salpicados com palavras ou símbolos em caracteres tifinagues, a escrita dos berberes, o que atesta que já então a região era habitada por berberes. As gravuras encontram-se em Tadrart n Hammou Hakkou Cheda (garganta de Zenaga), Ighzer Acherquiy e El Arja.
Praticamente não há documentação histórica até à chegada do Islão, e o pouco que se sabe da história da região provém da memória coletiva e a estudos etnológicos. Aparentemente, a região foi habitada por sociedades bem organizadas segundo um modelo fortemente matriarcal, algo que parece ser atestado pela importância das heroínas femininas nos contos populares, frequentemente mais fortes que os heróis masculinos — em Leïla d'Amar, Leïla matou 99 homens e o seu amor Amar; em Lalla Mehaya, Mehaya consegue perfurar uma montanha apenas com os seus cabelos revestidos de hena; há ainda a história  de Mamma Tamza ("a ogre" ou "a leoa").
A chegada do Islão foi feita sem grandes choques. Muitos historiadores estão de acordo quanto ao Islão ter sido difundido na região por gentes locais, antigos monges cristãos muito provavelmente sobreviventes do maniqueísmo do Grande Magrebe que se converteram durante a sua peregrinação a Jerusalém. No entanto, não há textos que confirmem esta versão com precisão. Entretanto, a sociedade berbere já tinha esquecido o uso da sua escrita devido ao domínio romano e vândalo.
Relativamente à Idade Média, apenas se conhecem referências escritas a Figuigue nas obras de ibne Caldune (século XIV) e de Leão, o Africano (século XVI). Na Idade Moderna a região foi dominada pelos otomanos da Argélia e marcada por tentativas de incursão dos sultões alauitas, nomeadamente Mulei Ismail (r. 1672–1727) e Mulei Solimão (r. 1792–1822) em 1805, e por conflitos sangrentos pelo domínio das fontes de água, Tzadert em particular, ocorridos entre o final do século XVIII e início do século XIX.
Em 1903 os figuiguis travaram duas batalhas contra as tropas francesas vindas da Argélia, as quais estão bem documentadas. Vencidos na segunda batalhas, tiveram que pagar um pesado tributo. Nos anos seguintes, os franceses praticamente cercaram a região, impondo uma fronteira que limitava Figuigue aos seus ksour e ao espaço árido que os separa do uádi Zuzfana, a fonte de sustento dos seus habitantes. Seguiu-se um período dito de "usofruto", acordado pelos figuiguis seguindo a vontade dos colonizadores, por vezes interrompido por períodos de interdição. As querelas fronteiriças argelino-marroquinas do pós-independência (a Guerra das Areias de 1963) não foram mais que a conclusão dos intentos militares iniciados pelos franceses entre 1903 e 1912, que culminaram com o fecho do acesso ao uádi no outono de 1976 no lado argelino. Todos os palmeirais foram deixados ao abandono pelo poder argelino e acabaram por desaparecer, o que provocou um forte êxodo das populações para a França e para as grandes cidades marroquinas.
Em 1973, Figuigue foi alvo duma expedição punitiva do exército de Haçane II de Marrocos, cuja população era acusada de conivência com a ala golpista do líder Mohammed Lefqih Elbasri no seio da União Nacional das Forças Populares, o partido esquerdista que deu origem à atual União Socialista das Forças Populares.